# Dreamer (canción)
«Dreamer» es una canción del grupo británico Supertramp publicada en el álbum de estudio Crime of the Century en 1974. Fue compuesta por Roger Hodgson y publicada como primer sencillo del álbum, que alcanzó el puesto trece en la lista británica UK Singles Chart en febrero de 1975. En 1980, apareció en el álbum en directo Paris, en una versión en directo que también fue publicada como sencillo y que llegó al puesto quince de la lista estadounidense Billboard Hot 100, al 36 en la lista de sencillos de Países Bajos y a la primera posición de la lista Canadian Singles Chart.

## Trasfondo
«Dreamer» fue compuesta por Roger Hodgson en un Wurlitzer en casa de su madre cuando tenía diecinueve años. En aquel momento, grabó una demo de la canción usando la voz y el Wurlitzer, y tocando cajas de cartón como percusión. Hodgson comentó: "Estaba alterado. Era la primera vez que ponía las manos en un Wurlitzer". Supertramp grabó su propia versión de la canción imitando el demo original.
El grupo tocó la canción en el concierto de la BBC Old Grey Whistle Test en 1974, durante el cual John Helliwell aparece tocando el borde de una copa de vino en la parte superior de su teclado para lograr un cierto efecto de sonido.
La canción aparece en películas como The Parole Officer, Wild Thing y The Adventures of Rocky and Bullwinkle.

## Lista de canciones
Todas las canciones compuestas por Rick Davies y Roger Hodgson.
1975
Cara A
1. «Dreamer» – 3:33

Cara B
1. «Bloody Well Right» – 4:26

1980 - Versión estadounidense
Cara A
1. «Dreamer» (Live) – 3:15

Cara B
1. «From Now On» (Live) – 6:44

1980 - Versión europea
Cara A
1. «Dreamer» (Live) – 3:15

Cara B
1. «You Started Laughing» (Live) – 3:50

## Personal
- Roger Hodgson: piano Wurlitzer y voz
- Rick Davies: piano Wurlitzer y voz
- John Helliwell: samplers y coros
- Bob Siebenberg: batería y percusión
- Dougie Thomson: bajo